# Домнин (философ)
Домни́н (Δομνῖνος; ок. 420 — ок. 480) — античный философ-неоплатоник, представитель Александрийской школы неоплатонизма, ученик Сириана Александрийского; преподаватель математики.
Домнин происходил из Сирии, из Лаодикии или Лариссы. Домнин состоял в литературной полемике с Проклом, расходясь с ним в трактовании работ Платона. После смерти учителя занял пост схоларха Платоновской Академии, на котором пробыл недолго; в Академии была принята прокловская концепция трактования Платона, схолархом был избран Прокл, и Домнин покинул Афины и вернулся в Сирию.
Под именем Домнина до нас дошли два небольших математических трактата школьного назначения — «Руководство к арифметическому введению» и «О том, как выводить одно понятие из другого». В них изложена классификация чисел (чётные и нечёные, простые и составные, плоские и телесные, монада и декада) с присоединением теории пропорций — арифметической, геометрической и гармонической. Домнин в своём изложении следует стандартным образцам, таким как трактаты Никомаха Геразского и Теона Смирнского; однако его текст заметно более краток. Были ли у Домнина какие-либо собственные математические работы, мы не знаем.

## Анекдоты
Один эпизод, характерный больше для духовной атмосферы Платоновской Академии, приводит Марин: «Сириан предложил ему [Проклу] и Домнину (сирийцу-философу, впоследствии своему преемнику) сделать выбор, каких они от него хотят толкований: на орфеевы стихи или на изречения оракулов; но они не сошлись в выборе, и Домнин выбрал Орфея, а Прокл — оракула».